# Tuyết Thu
Tuyết Thu (sinh năm 1971) là một nữ diễn viên người Việt Nam. Cô được Nhà nước phong tặng danh hiệu Nghệ sĩ ưu tú.

## Tiểu sử
Tuyết Thu tên đầy đủ Liễu Thị Tuyết Thu, sinh năm 1971 tại Thành phố Hồ Chí Minh, trong gia đình không ai theo nghệ thuật, Tuyết Thu là con út. Từ nhỏ Tuyết Thu đã đam mê văn nghệ, cô đăng ký vào Trường Đại học Sân khấu – Điện ảnh theo ý của gia đình. Sau khi ra trường nhờ có năng khiếu vũ đạo, cô được NSND Thái Ly tuyển làm diễn viên múa cho chương trình ca múa nhạc dân tộc của Saigontourist. Rồi cô đầu quân về nhóm múa của NSND Kim Quy thuộc Nhà hát Giao hưởng Nhạc vũ kịch TP HCM.
Năm 2002, Tuyết Thu ghi dấu ấn qua vai diễn bác sĩ Oanh trong bộ phim Blouse trắng của đạo diễn Mỹ Hà, hãng TFS sản xuất.

## Đời tư
Tuyết Thu có chồng là công an đã nghỉ hưu, họ có hai người con.

## Danh sách phim

### Phim truyền hình
| Năm  | Tựa phim               | Vai diễn             | Đạo diễn                    | Kênh          | Nguồn |
| ---- | ---------------------- | -------------------- | --------------------------- | ------------- | ----- |
| 2002 | Blouse trắng           | Bác sĩ Thi Oanh      | Trần Mỹ Hà                  | HTV7          |       |
| 2003 | Con khỉ mồ côi         | Phương Hoài          | Trần Quang Đại              | HTV7          |       |
| 2006 | Chuyện tình yêu        | Bà Bình              | Xuân Phước                  | HTV7          |       |
| 2008 | Thám tử tư             | Thư                  | Trần Mỹ Hà                  | HTV9          |       |
| 2009 | Cha dượng              | Thi Mai              | Phạm Thanh Phong            | HTV7          |       |
| 2010 | Đời                    | Bà Ngọc              | Trần Mỹ Hà                  | HTV9          |       |
| 2010 | Thụy khúc              | Bà Khanh             | Đặng Lưu Việt Bảo           | HTV7          |       |
| 2011 | Mẹ và con trai         | Mai                  | Phạm Ngọc Châu              | HTV9          |       |
| 2012 | Tình mẹ                | Bà Ba Sương          | Đặng Lưu Việt Bảo           | HTV9          |       |
| 2012 | Hoa nắng               | Bà Mai               | Đặng Minh Quang             | VTV3          |       |
| 2012 | Mắt bướm               | Lệ Kim               | Phạm Ngọc Châu              | HTV9          |       |
| 2013 | Cá lên bờ              | Hạnh Dung            | Trương Dũng                 | HTV9          |       |
| 2013 | Sông dài               | Bà Mười Một          | Trương Dũng                 | VTV9          |       |
| 2014 | Đại ca U70             | Bà Hậu               | Phi Tiến Sơn                | VTV1          |       |
| 2015 | Tấm lòng của biển      | Bà Thảo              | Trương Dũng                 | HTV9          |       |
| 2015 | Một thời lãng quên     | Bà Dung              | Trương Dũng                 | HTV7          |       |
| 2015 | Bí mật chôn vùi        | Minh Ngọc            | Lê Minh                     | VTV Cần Thơ 1 |       |
| 2015 | Đoạn trường nam ai     | Phụng                | Lê Khắc Hoài Nam            | VTV9          |       |
| 2016 | Danh vọng phù hoa      | Trúc Lam / Thuỳ Dung | Trương Dũng                 | THVL1         |       |
| 2016 | Dã tâm thiên thần      | Bà Đơn               | Trần Quang Đại              | HTV9          |       |
| 2017 | Trả giá                | Bà Khuê              | Nhâm Minh Hiền              | VTV6          |       |
| 2017 | Mẹ hổ dạy con dâu      | Bà Thu Cúc           | Nhâm Minh Hiền              | SCTV14        |       |
| 2018 | Bên kia sông           | Minh Thùy            | Phạm Ngọc Châu - Đỗ Phú Hải | HTV9          |       |
| 2020 | Phượng khấu            | Võ Đoàn Viên         | Huỳnh Tuấn Anh              | HTV7          |       |
| 2020 | Mẹ ghẻ                 | Bà Diệu              | Trương Dũng                 | THVL1         |       |
| 2021 | Chống lại số phận      | Bà Linh              | Nhâm Minh Hiền              | SCTV14        |       |
| 2021 | Canh bạc tình yêu      | Bà Thuý              | Trương Dũng                 | THVL1         |       |
| 2022 | Hẹn hò cùng thần tượng | Bà Phúc              | Dũng Nghệ                   | SCTV14        |       |
| 2022 | Nơi ngọn gió dừng chân | Bà Lệ Bình           | Quách Khoa Nam              | THVL1         |       |
| 2023 | Bà chủ vắng nhà        | Bà Thảo              | Nguyễn Lê Minh              | HTV9          |       |
| 2023 | Đánh cắp số phận       | Bà Nga               | Chu Thiện                   | THVL1         |       |
| 2023 | Dâu bể mùa xưa         | Bà Ba Son            | Huỳnh Long Trung Nghĩa      | HTV7          |       |
| 2023 | Kế hoạch hoàn hảo      | Bà Ái Phương         | Võ Việt Hùng                | THVL1         |       |
| 2024 | Đừng khóc anh đây rồi  | Bà Vân               | Chu Thiện / Thanh Chu       | VTV9          |       |
| 2024 | Mùa sậy trổ bông       | Bà Huệ               | Chu Thiện                   | THVL1         |       |

### Kịch
| Năm  | Tác phẩm                                                    | Vai         | Ghi chú |
| ---- | ----------------------------------------------------------- | ----------- | --- |
| 2002 | Trong nhà ngoài phố - Những người khách trọ                 | Trâm        | Với sự tham gia của Bạch Long, Mỹ Chi, Uyên Thảo, Hà Linh, Anh Vũ                                                                        |
| 2002 | Trong nhà ngoài phố - Chuyện tưởng như đùa                  | Tuyết       | Với sự tham gia của Hồng Vân, Kim Xuân, Nguyễn Sanh,                                                                                     |
| 2004 | Hiểm nguy rình rập                                          |             | Với sự tham gia của Bảo Quốc, Tấn Beo, Hoàng Trinh, Mỹ Duyên, Việt Anh, Phước Sang, Anh Tuấn, Mai Thanh Dung, Hồng Tơ, Mai Dũng, Phú Quý |
| 2005 | Cha của tôi - Phần 1                                        | Vân         | Với sự tham gia của Thanh Hoàng, Kim Xuân, Việt Anh, Minh Hoàng, Ngọc Trinh                                                              |
| 2005 | Cha của tôi - Phần 1                                        | Vân         | Với sự tham gia của Thanh Hoàng, Kim Xuân, Việt Anh, Minh Hoàng, Ngọc Trinh                                                              |
| 2006 | Người Đưa Đò - Phần 1                                       | Cô giáo Nga | Với sự tham gia của Thanh Hoàng, Hữu Nghĩa, Anh Vũ, Hoàng Sơn, Minh Trí, Thúy Nga, Mỹ Uyên, Lê Giang                                     |
| 2006 | Người Đưa Đò - Phần 2                                       | Cô giáo Nga | Với sự tham gia của Thanh Hoàng, Hữu Nghĩa, Anh Vũ, Hoàng Sơn, Minh Trí, Thúy Nga, Mỹ Uyên, Lê Giang                                     |
| 2007 | Kịch Nói : Chị Tôi                                          | Chị Hai     | Với sự tham gia của Minh Nhí, Phi Phụng, Kim Xuân, Hương Giang, Như Phúc, Công Danh                                                      |
| 2008 | Điện thoại nửa đêm                                          | Mẹ ruột Vy  | Với sự tham gia của Minh Trí, Hoàng Trinh, Vân Trang, Vân Anh                                                                            |
| 2008 | Những mảnh đời                                              | Phụ nữ      | Với sự tham gia của NSƯT Việt Anh, Thanh Hoàng, Hương Giang, Hoàng Trinh, ,Mỹ Uyên,                                                      |
| 2008 | Năm tháng không quên                                        | Như         | Với sự tham gia của NSƯT Kim Xuân, Tấn Phát, Huy Tú, Minh Cường, Quốc Cường                                                              |
| 2009 | Ngược dòng                                                  | Nhu         | Với sự tham gia của Trung Dũng, Hoàng Trinh, Kim Ngọc,...                                                                                |
| 2009 | Khúc hát tuổi thơ                                           | Thu         | Với sự tham gia của Đức Thịnh, Diễm Phương,...                                                                                           |
| 2009 | Kịch thiếu nhi Thư gửi mẹ Phần 1                            | Cô Minsky   | Với sự tham gia của Nguyên Hạnh, Thanh Hồng, Thanh Phong, Minh Trí,..                                                                    |
| 2009 | Kịch thiếu nhi Thư gửi mẹ Phần 2                            | Cô Minsky   | Với sự tham gia của Nguyên Hạnh, Thanh Hồng, Thanh Phong, Minh Trí,..                                                                    |
| 2009 | Kịch thiếu nhi Anh em trai Phần 1                           | Người mẹ    | Với sự tham gia của Nguyễn Châu, Thanh Phong, Trường Huy,..                                                                              |
| 2009 | Kịch thiếu nhi Anh em trai Phần                             | Người mẹ    | Với sự tham gia của Nguyễn Châu, Thanh Phong, Trường Huy,..                                                                              |
| 2010 | Kịch Nói : Anten Khu Phố                                    | Thủy        | Với sự tham gia của Hương Giang, Công Danh, Dũng Nhí, Kim Tuyết, Diễm Trinh                                                              |
| 2012 | Màu của tình yêu                                            |             | Với sự tham gia của NSƯT Thành Hội, Kim Xuân, Hồng Ánh, Trí Quang,...                                                                    |
| 2012 | Tình nhân đến với tình nhân                                 |             | Với sự tham gia của Quý Bình, Bảo Châu, Ái Như,...                                                                                       |
| 2013 | Tái Sinh                                                    |             | Với sự tham gia của NSƯT Thành Hội, Công Danh,...                                                                                        |
| 2015 | Vòng Tay Biển Cả                                            | Diệu Tường  | Với sự tham gia của Công Ninh, Hoàng Trinh, Cát Tường, Ngọc Trinh, Minh Trí                                                              |
| 2015 | Bao giờ sông cạn                                            |             | Với sự tham gia của Hùng Thuận, Ái Như, Tuyết Mai,...                                                                                    |
| 2016 | Chuyện Đời                                                  | Bà Năm      | Với sự tham gia của Lê Bình, Trung Dân, Quang Tuấn, Công Danh                                                                            |
| 2017 | Kịch Đàn ông ơi anh là ai                                   |             | Với sự tham gia của NSƯT Hạnh Thúy, NSƯT Thành Hội, Ái Như, Quang Thảo, Công Danh                                                        |
| 2017 | Kịch cùng Bolero - Tập 7: Giấc mơ hạc trắng Class\|Tiểu thơ |             | Phát sóng trên THVL1 |
| 2017 | Kịch cùng Bolero - Tập 13: Một kiếp nhân sinh               | Nàng        | Phát sóng trên THVL1 |

### Phim Điện Ảnh
| Năm  | Tựa phim           | Vai diễn     | Đạo diễn          |
| ---- | ------------------ | ------------ | ----------------- |
| 2016 | Sút                | Má Nguyệt    | Việt Max          |
| 2017 | Linh Duyên         | Vô danh      | Võ Ngọc,Hạnh Nhân |
| 2019 | Chị Trợ Lý Của Anh | Mẹ Khả Doanh | Mira Dương        |

### Xin chào hạnh phúc
| Năm  | Tựa phim            | Vai diễn | Đạo diễn         |
| ---- | ------------------- | -------- | ---------------- |
|      | Hợp đồng yêu thương |          |                  |
| 2021 | Vỏ bọc âm mưu       | Bà Thanh | Lê Khắc Hoài Nam |
| 2021 | Hàn gắn trái tim    | Bà Nga   | Hạnh Thuý        |

## Giải thưởng
| Năm  | Lễ trao giải  | Hạng mục              | Tác phẩm        | Kết quả   | Nguồn |
| ---- | ------------- | --------------------- | --------------- | --------- | ----- |
| 2008 | Giải Mai Vàng | Nữ diễn viên kịch nói | Hạ trong Đôi bờ | Đoạt giải | [ 4 ] |
| 2016 | HTV Awards    | Nghệ sĩ cống hiến     | —               | Đoạt giải | [ 5 ] |